# ألبرت فولر
ألبرت فولر (بالإنجليزية: Albert Fowler)‏ هو سياسي أمريكي، ولد في 7 سبتمبر 1802، وتوفي في 12 أبريل 1883.